# Dirk Baert
Pour les articles homonymes, voir Baert.
Dirk Baert, né le 14 février 1949 à Zwevegem, est un coureur cycliste belge. Professionnel de 1970 à 1984, il a notamment été champion du monde de poursuite en 1971.

## Palmarès sur route
- 1969
  - 3e du championnat de Belgique du contre-la-montre par équipes amateurs
- 1972
  - 3eb étape des Quatre Jours de Dunkerque (contre-la-montre)
  - 4eb étape du Tour de Luxembourg (contre-la-montre)
  - 2e du Circuit du Sud-Ouest (Omloop van het Zuidwesten)
  - 3e du Grand Prix de la ville de Zottegem
  - 3e de Bruxelles-Ingooigem
  - 3e du Grand Prix Marcel Kint
- 1973
  - Grand Prix de la ville de Vilvorde
  - Prologue et 2eb étape du Tour de Picardie
  - Flèche halloise
  - 2e du Tour de Flandre occidentale
  - 2e de Renaix-Tournai-Renaix
  - 2e du Circuit du Brabant central
  - 2e du Prix national de clôture
  - 3e du Grand Prix de Denain
  - 3e du Grand Prix Marcel Kint
- 1974
  - 1re étape du Tour de Belgique
  - Renaix-Tournai-Renaix
  - Circuit des Frontières
  - 2e du Grand Prix Pino Cerami
  - 2e du Grand Prix des Nations
  - 3e du Trèfle à Quatre Feuilles
- 1975
  - Trèfle à Quatre Feuilles
  - Circuit du Tournaisis
  - Circuit des Trois Provinces (Avelgem)
  - Circuit du Brabant occidental
  - Circuit des bords flamands de l’Escaut
  - Grand Prix Raf Jonckheere
  - 2e de Mandel-Lys-Escaut
  - 3e de Bruxelles-Ingooigem
- 1976
  - Le Samyn
  - Trèfle à Quatre Feuilles
  - Circuit du Brabant occidental
- 1977
  - 3eb étape des Trois Jours de La Panne (contre-la-montre)
  - Circuit du Tournaisis
  - 3e du Circuit de Niel
- 1978
  - 1re étape des Trois Jours de La Panne
  - 1rea étape de Mandel-Lys-Escaut
  - Bruxelles-Ingooigem
  - 3e du Circuit de Neeroeteren
- 1979
  - Grand Prix du 1er mai
  - 3e du Grand Prix Marcel Kint
- 1980
  - Gullegem Koerse
- 1981
  - 3e du Grand Prix de Denain
- 1982
  - Circuit de la région linière
  - 2e du Grand Prix du 1er mai
  - 2e du Circuit des Trois Provinces (Avelgem)
- 1984
  - 2e du Grand Prix Raf Jonckheere
  - 3e de Bruxelles-Ingooigem

### Résultats sur les grands tours

#### Tour de France
1 participation
- 1974 : 93e

#### Tour d'Italie
1 participation
- 1979 : abandon (4e étape)

## Palmarès sur piste

### Championnats du monde
| - 1970 - 4e de la poursuite - 1971 - Champion du monde poursuite - 1972 - Médaillé de bronze de poursuite - 1973 - 5e de la poursuite | - 1974 - 5e de la poursuite - 1975 - Médaillé de bronze de poursuite - 1976 - 4e de la poursuite - 1977 - 4e de la poursuite |  |

### Championnats nationaux
- Champion de Belgique du kilomètre amateurs en 1968
- Champion de Belgique de tandem amateurs en 1969 (avec Willy De Bosscher)
- Champion de Belgique de poursuite en 1970, 1974, 1975, 1976, 1977, 1981